# San Manuel
För andra betydelser, se San Manuel (olika betydelser).
San Manuel (Bayan ng San Manuel) är en kommun i Filippinerna. Kommunen ligger på ön Luzon, och tillhör provinsen Isabela. Folkmängden uppgår till 27 059 invånare.

## Barangayer
San Manuel är indelat i 19 barangayer.
| - Agliam - Babanuang - Cabaritan - Caraniogan - Eden - Malalinta - Mararigue - Nueva Era - Pisang - District 1 (Pob.) | - District 2 (Pob.) - District 3 (Pob.) - District 4 (Pob.) - San Francisco - Sandiat Centro - Sandiat East - Sandiat West - Santa Cruz - Villanueva |